# Barna rétimoly
A barna rétimoly (Pterolonche inspersa) a valódi lepkék (Glossata) alrendjébe tartozó réti molyfélék (Pterolonchidae) családjának egyik, hazánkban is honos faja.

## Elterjedése, élőhelye
Dél-európai faj, amely hazánkban csak a sziklagyepeken és a száraz gyepeken fordul elő.

## Megjelenése
Szárnyán szürke és szalmasárga, hosszanti csíkok futnak végig. A szárny fesztávolsága 24–26 mm.

## Életmódja
Egy évben egy generációja nő fel. A lepkék nyáron, éjszaka rajzanak, a mesterséges fény vonzza őket.